# Бауман, Карстен
Карстен Бауман (нем. Karsten Baumann; род. 14 октября 1969, Ольденбург, ФРГ) — немецкий футболист и футбольный тренер, играл на позиции защитника. Больше всего матчей в карьере как футболист провел за «Кёльн» (240 матчей).

## Карьера игрока
Карьеру футболиста Бауман начал в «Ольденбурге», где играл до 1988 года. В 19 лет присоединился к клубу Бундеслиги «Кёльну», за который играл на протяжении 10 лет, провел за это время 240 матчей и забил 11 голов. Благодаря успешным выступлениям за «Кёльн» Бауман получил вызов в молодежную сборную Германии (до 21 года). Затем был вызван в Олимпийскую сборную Германии.
В 1998 году получил приглашение в другой клуб Бундеслиги «Боруссию Дортмунд», которая годом ранее стала победителем Лиги чемпионов УЕФА. На протяжении двух сезонов Бауман регулярно попадал в стартовый состав дортмундского клуба. Тем не менее в конце сезона 1999/2000 он перешел в клуб Второй Бундеслиги «Рот-Вайсс» Оберхаузен.
Через год Бауман вернулся в Кёльн, но стал игроком другого клуба — «Виктория 1904». Затем в 2003 году стал футболистом «Вупперталя», за который всего провел 62 матча. В 2005 году перешел в «Ваттеншайд 09», за который отыграл один сезон, после чего завершил карьеру игрока.

## Карьера тренера
Бауман начал карьеру футбольного тренера в немецком клубе «Рот-Вайсс» Эрфурт в 1998 году. Его первый матч в качестве наставника команды 23 февраля 2018 года завершился победой 5:0 над второй командой «Вольфсбурга». Сезон 2007-08 клуб завершил на седьмом месте в таблице и пробился в Третью лигу. 28 апреля 2009 года Бауман был уволен.
Следующим местом работы Баумана стал «Оснабрюк». Его первый матч в этом клубе закончился поражением в матче против «Айнтрахта» Брауншвейг (0:1). Затем 22 февраля 2013 года он перешел на работу в «Эрцгебирге». Первая игра на посту главного тренера этого клуба завершилась поражением от «Энерги Котбус» (0:2). 28 апреля 2013 года Бауман покинул клуб.
8 июля 2013 года Карстен Бауман стал наставником очередной немецкой команды «Дуйсбурга». 9 декабря 2014 года он перешел на работу в футбольный клуб третьего дивизиона «Ганза». Однако 5 декабря 2015 года был уволен с поста главного тренера.